# Dodecaedro parabiaumentado
Em geometria, o dodecaedro parabiaumentado é um dos sólidos de Johnson (J59). Pode ser visto como um dodecaedro com duas pirâmides pentagonais (J2) acopladas a duas de suas faces opostas.